# Hieracium opacum
Hieracium opacum es una especie de planta con flor del género Hieracium, de la familia Asteraceae, orden Asterales.

## Distribución
Hieracium opacum se distribuye por Suecia.

## Taxonomía
Fue descrita científicamente por (Lönnr. ex Dahlst.) Johanss.